# Luigi Maria Personè
Luigi Maria Personè (Nardò, 30 giugno 1902 – Firenze, 9 febbraio 2004) è stato uno scrittore e giornalista italiano.

## Biografia
Nacque da una famiglia aristocratica (barone il padre, contessa la madre); bambino prodigio, cominciò a soli quattro anni le scuole elementari, frequentò il liceo a Bologna e si laureò in lettere a ventun anni a Firenze, sua città di adozione. All'Università ebbe come maestri Alfredo Galletti, Vittorio Puntoni, Giuseppe Albini, Pier Gabriele Goidanich, Francesco Lorenzo Pullè.
Matilde Serao lo introdusse nel mondo delle lettere; ma il suo vero padrino fu Giovanni Papini, che tra l'altro lo ospitò per vent'anni, ogni lunedì, nella sua abitazione fiorentina.
Alternò l'attività di insegnante a quella di scrittore e critico letterario sulle terze pagine di grandi giornali e riviste (da Gerarchia a L'Universale, da La Stampa alla Nazione, da L'Osservatore Romano alla Gazzetta del Mezzogiorno, da Il Giornale all'Osservatore politico letterario di Giuseppe Longo).
A Leo Longanesi si deve il titolo di un suo libro, L'arte di saperla lunga, il cui manoscritto ricevette pareri favorevoli da Giovanni Ansaldo e Papini, che lo collocò presso un giovane editore di Firenze, già agente generale della Mondadori.
A Firenze insegnò presso il collegio alla Querce, poi al liceo di Prato, quindi al liceo Dante di Firenze, per concludere la sua carriera al Conservatorio Luigi Cherubini come insegnante di letteratura poetica e drammatica. Tenne, inoltre, un'intensa attività di conferenziere, attitudine scopertagli da Luigi Foscolo Benedetto, in Italia e all'estero: da Parigi a Helsinki, a Stoccolma a Siviglia.
Entrò in contattò con diverse personalità della cultura, dello spettacolo e della politica del Novecento: negli anni Trenta conobbe il commediografo Bernard Shaw, quindi Bernard Berenson, Colette, Emma Gramatica, Benedetto Croce, Gaetano Salvemini, Giovanni Gentile; e strinse amicizia con Giuseppe Prezzolini, Alfredo De Marsico, Ugo Ojetti, Federico Melis, Mario Missiroli, Primo Conti e il futuro pontefice Giovanni Paolo I.
Fu sempre critico nei confronti della modernità e del mondo sempre più meccanizzato; l'Osservatore Romano, sul quale negli ultimi vent'anni le due colonne di apertura della terza pagina del mercoledì erano riservate ai suoi elzeviri, lo ha ricordato come «personaggio di alta caratura morale e di vasti orizzonti letterari, storici e artistici».

## Opere
- Luigi Maria Personè, Le belle statuine : volti, gesti e atteggiamenti di scrittori contemporanei, Firenze, Nemi, 1930.
- Luigi Maria Personè, Sisto quinto : il genio della potenza, Firenze, Le Monnier, 1935.
- Luigi Maria Personè, Incontri : poeti e scrittori antichi e moderni, Firenze, Le Monnier, 1942.
- Luigi Maria Personè, Paesi come uomini, Firenze, Vallecchi, 1942.
- Luigi Maria Personè, Stare al mondo, Firenze, Vallecchi, 1944.
- Luigi Maria Personè, L'arte di saperla lunga, Firenze, Mazza, 1952.
- Luigi Maria Personè, Tempo da lupi, Torino, SEI, 1960.
- Luigi Maria Personè, Scrittori italiani moderni e contemporanei : saggi critici, Firenze, L. S. Olschki, 1968.
- Luigi Maria Personè, Pensatori liberi nell'Italia contemporanea : testimonianze critiche : Ansaldo, Bartoli, Fiore, Gentile, Giuliotti, Longo, Missiroli, Montanelli, Prezzolini, Ridolfi, Spadolini, Togliatti, Vinciguerra, Firenze, L. S. Olschki, 1970.
- Luigi Maria Personè, Il teatro italiano della Belle Epoque : saggi e studi, Firenze, L. S. Olschki, 1972.
- Luigi Maria Personè, Grandi scrittori nuovamente interpretati : Petrarca, Boccaccio, Parini, Leopardi, Manzoni, Firenze, L. S. Olschki, 1976.
- Luigi Maria Personè, Rosso di mattina, Firenze, Nuove Edizioni Enrico Vallecchi, 1982.